# Code des droits de la personne (Ontario)
Pour l’article homonyme, voir Code des droits de la personne.
Le Code des droits de la personne est une loi quasi-constitutionnelle de l'Ontario qui instaure un régime de droit à l'égalité contre les discriminations. La  loi est très importante en droit ontarien car elle a une priorité sur toutes les lois qui y contreviennent.
Il ne fait pas double emploi avec la Charte canadienne des droits et libertés car la Charte canadienne protège seulement contre les discrimination de l'État.
Bien qu'il présente des similitudes avec la Charte des droits et libertés de la personne du Québec, la Charte québécoise protège un éventail plus large de droits et n'est pas axée exclusivement autour de la discrimination.